# Apodostigma pallens
Apodostigma pallens là một loài thực vật có hoa trong họ Dây gối. Loài này được (Planch. ex Oliv.) R.Wilczek mô tả khoa học đầu tiên năm 1956.